# Alex Kofman
Alex Kofman (* 1949 in Kiew; † 26. Juli 1999 in New York City) war ein ukrainisch-amerikanischer Klezmer- und Jazzposaunist.
Kofman begann mit 13 Jahren sich für Jazz zu interessieren, nachdem er ein Konzert der Big Band von Benny Goodman erlebt hatte. Als Jugendlicher sammelte er erste musikalische Erfahrungen in sowjetischen Militärkapellen; mit 16 Jahren tourte er mit der Bigband von Eddie Rosner durch die UdSSR. Anfang der 1970er Jahre studierte er am Gnessin-Institut Moskau klassische Posaune; daneben spielte er in Jazzclubs und trat auf verschiedenen sowjetischen Jazzfestivals und im nationalen Radio auf. Außerdem spielte er mit gastierenden Bigbands wie dem Duke Ellington Orchestra und dem Thad Jones/Mel Lewis Orchestra bei Jam-Sessions. 1973 emigrierte er in die Vereinigten Staaten und arbeitete dort in den Bigbands von Buddy Rich, Thad Jones/Mel Lewis, Toshiko Akiyoshi/Lew Tabackin, dem Lee Konitz Nonet und in Slide Hamptons Trombone Ensemble, außerdem mit Dexter Gordon, Woody Shaw, Junior Cook, Bob Berg, Tom Harrell und Red Rodney. Anfang der 1980er-Jahre spielte er im Quintett von Lev Zabeginsky und im Andy Statman Klezmer Orchestra, mit dem 1996 Aufnahmen entstanden. Aufnahmen mit ihm und dieser Gruppe wurden auch auf zwei Alben von Geduldig un Thimann veröffentlicht.
Der Posaunist ist nicht mit dem gleichnamigen Elektronikmusiker zu verwechseln.